# تازولت
تازولت (به عربی: تازولت) یک شهرداری در الجزایر است که در استان باتنه واقع شده‌است. تازولت ۲۷٬۴۹۳ نفر جمعیت دارد.